# Liste der Kulturdenkmale in Kössern
In der Liste der Kulturdenkmale in Kössern sind die Kulturdenkmale des Grimmaer Ortsteils Kössern verzeichnet, die bis Juli 2024 vom Landesamt für Denkmalpflege Sachsen erfasst wurden (ohne archäologische Kulturdenkmale). Die Anmerkungen sind zu beachten.
Diese Aufzählung ist eine Teilmenge der Liste der Kulturdenkmale in Grimma.

## Kössern
| Bild                                    | Bezeichnung | Lage                                                                           | Datierung                                                                                                   | Beschreibung | ID       |
| --------------------------------------- | --- | ------------------------------------------------------------------------------ | --- | --- | -------- |
| Direkt Bild zu diesem Denkmal hochladen | Pavillon, Lindenallee und Einfriedung | (Flurstück 638/1) (Karte)                                                      | Bezeichnet mit 1820                                                                                         | Klassizistischer Pavillon, gewidmet Wolf Dietrich von Erdmannsdorf, von kulturhistorischer und landschaftsprägender Bedeutung - Pavillon: zweigeschossig, Fenster- und Türgewände in Porphyrtuff, Haupteingangstür mit Verdachung (in Porphyrtuff) und Inschriften „Wolf Dietrich von Erdmannsdorf gewidmet“ „Anno FFA MDCCCXX“, profilierte Holztraufe, Zeltdach, zum Muldeufer Balkon in Eisen (erneuert), Treppenstufen vor Eingangstür in Porphyrtuff - Einfriedung: verputzte Bruchsteinmauer, Abdeckplatten in Porphyrtuff, rechts und links des Pavillons - Allee: aus gegenständig angeordneten Winter-Linden (Tilia cordata), von Nordosten zum Pavillon führend | 08974510 |
| Direkt Bild zu diesem Denkmal hochladen | Hundegrabsteine | (Flurstück 636) (Karte)                                                        | Mitte 19. Jahrhundert (Grablege); 1878 (Grabmal)                                                            | Von kulturhistorischer Bedeutung, zwei Porphyrtuffstelen, Inschriften „EvA“ „1887“ „1912“, Inschriften „1863“ „1878“ „1903“ | 08974912 |
| Weitere Bilder                          | Viadukt über die Mulde | (Gemarkungen Kössern, Sermuth; Flurstücke 243, 244, 272/1, 583, 935/1) (Karte) | 1866–1867, später überformt                                                                                 | Landschaftsprägendes und größtes Ingenieurbauwerk der Bahnstrecke Borsdorf–Coswig (6386; sä. BC) bestehend aus auf Natursteinpfeilern gelagerte Vollwandträgerbrücke, mehrfach umgebaut, verkehrsgeschichtlich von Bedeutung, siehe auch westlicher Teil der Brücke Gemarkung Sermuth der Gemeinde Colditz (Objekt 09305773), östlicher Teil der Brücke Gemarkung Kössern. Ausrichtung von Nord-Westen nach Süd-Osten, ehemals zweigleisige Strecke wird in getrennten Stahltrögen, die als Einfeldträger ausgeführt wurden, über das Flusstal geführt, Pfeiler in Bruchstein, Trogbrücke aus genieteten Stahlträgern, Länge der Brücke: 309,8 m, Breite: 5,2 m, Höhe: 9,1 m, Bauart 15 NP, Die Feldlängen variieren im Vorland zwischen 18 und 20 Meter. Die Stützweiten der drei Trogfelder über die Mulde betragen etwa 28 Meter. Die Brückenpfeiler mit einer Höhe von etwa 3,5 Meter und einer Dicke von etwas zweit Metern bestehen aus Natursteinmauerwerk und wurden im oberen Teil durch Beton ergänzt. | 08974507 |
| Direkt Bild zu diesem Denkmal hochladen | Ehemaliges Brückenzollhaus (jetzt Wohnhaus) und Nebengebäude | Am Brückenberg 9 (Karte)                                                       | Bezeichnet mit 1888                                                                                         | Von ortshistorischer Bedeutung. - Wohnhaus: eingeschossiger verputzter Massivbau, Türgewände in Porphyrtuff mit Schlussstein, Schlussstein mit Inschrift „AvA (Alfred von Abendroth) 1888“, Fenster mit Segmentbogen und Schlussstein (Schlussstein in Porphyrtuff), Satteldach mit Biberschwanzdeckung (Kronendeckung) - Nebengebäude: eingeschossiger verputzter Massivbau (Bruchstein), Satteldach mit Biberschwanzdeckung | 08974509 |
| Weitere Bilder                          | Straßenbrücke über die Mulde | An der Muldenbrücke (Karte)                                                    | 1888 | Sechsbogige steinerne Brücke, in Richtung Großbothen, verkehrsgeschichtlich von Bedeutung. Brücke verläuft über zwei Gemarkungen: Kössern (Flurstücke 272/1 und 464/1) und Colditz, Ortsteil Leisenau (Flurstück 308/1). Sechsbogige einspurige Straßenbrücke über die Mulde, aus Granitbruchstein, zum Teil Zyklopenmauerwerk, unverputzt, sechs weitgespannte Segmentbögen (Eckquaderung aus Quadermauerwerk), massive Brückenpfeiler auf U-förmigem Grundriss, Stützen zum Teil mit kugelförmigem Abschluss, zum Teil als lisenenähnliche Wandvorlage nach oben geführt und abgeschlossen durch auf Konsolen gestützte Erker bzw. Austritte mit Bruchsteinbrüstungsmauer, abgeschrägte Brückenwangen, Straßeneinfriedung mit originalem Eisengitter. | 08974459 |
| Direkt Bild zu diesem Denkmal hochladen | Wohnhaus mit Nebengebäude | An der Muldenbrücke 1 (Karte)                                                  | 1920 | Als waldursprüngliches Blockbauhaus erscheinender Bau, massiv, mit gespundeten Schwartenbrettern verkleidet, Sommerhaus des Dresdener Apothekers und Fabrikanten Ottomar Heinsius von Mayenburg (1865–1932), Produzent der Chlorodont-Zahnpasta, von regionalgeschichtlicher und kulturhistorischer Bedeutung, landschaftsprägende Lage an der Mulde. Das Gebäude entstand um 1920 im Auftrag des Dresdner Großindustriellen Ottomar Heinsius von Mayenburg. Aller Wahrscheinlichkeit nach diente es ursprünglich als Jagdhaus. Dieser Funktion entsprechend ist es als rustikaler Holzbau gestaltet. Konstruktiv besteht das Gebäude allerdings aus Ziegelmauerwerk, der optische Charakter eines Holzhauses ist durch hölzerne Verkleidungselemente erzielt. Das Landhaus verkörpert in mehrfacher Hinsicht einen denkmalrelevanten Aussage- bzw. Erinnerungswert. Der einstige Besitzer Ottomar Heinsius von Mayenburg war einer der erfolgreichsten sächsischen Unternehmer. Er war der Erfinder der Zahncreme (Chlorodont) und vermarktete weltweit Mund- und Zahnpflegemittel sowie andere Kosmetika. Entsprechend seinem wirtschaftlichen Erfolg entfaltete Heinsius von Mayenburg einen anspruchsvollen Lebensstil. Das Landhaus in Kössern erinnert zum einen an den sächsischen Zahncremefabrikanten von Weltruf. Die Verbindung des Landhauses mit dem Zahncremeerfinder zeigt sich in der Farbgebung des Gebäudes. Blau, Grün und Weiß waren die Chlorodontfarben. Zum anderen dokumentiert das Objekt die Lebensweise und die Lebensansprüche der Wirtschaftselite in der Vergangenheit. Drittens gehört das Anwesen zu jenen baulichen Zeugnissen, die zu erkennen geben, dass das liebliche Muldental gerade in den 1920/30er Jahren zu einer bevorzugten Gegend für Sommerfrischen geworden war. Demzufolge verweist das Gebäude auch auf eine regionaltypische Entwicklungsphase. | 08974460 |
| Direkt Bild zu diesem Denkmal hochladen | Wohnstallhaus, mit Einfriedung | Fischerberg 1 (Karte)                                                          | Bezeichnet mit 1806                                                                                         | Fachwerkgebäude, Zeugnis bäuerlichen Wohnens vergangener Zeiten, bau- und sozialgeschichtlich von Bedeutung, vermutliche ehemaliger Dreiseithof mit Fischerberg 3. - Wohnstallhaus: zweigeschossig, Erdgeschoss Bruchstein, zum Teil verputzt, Obergeschoss Fachwerk mit Lehmstakenausfachung, Giebel massiv, Erdgeschoss Porphyrtufffenster- und Türgewände, Segmentbogenportal mit Schlussstein, bezeichnet mit „JGN 1806“, Obergeschoss alte Fenster zum Teil mit Fensterläden, nach hinten abgeschleppt, Satteldach, Biberschwanzdeckung, Garageneinbauten - Einfriedung: Bruchsteinmauer, zum Teil verputzt, Porphyrtuffabdeckung mit Moos- und Grasbewuchs | 08974497 |
| Direkt Bild zu diesem Denkmal hochladen | Fährhaus, Bootsschuppen und Bergkeller | Fischerberg 18 (Karte)                                                         | Bezeichnet mit 1723 (Bergkeller); 1893 (Fährhaus)                                                           | An der Mulde gelegenes, landschaftsprägendes Fährhaus von ortshistorischer Bedeutung. - Fährhaus: zweigeschossig, massiv, verputzt, Fenster mit Fensterläden und Putzfaschen, Türsturz bezeichnet mit 1893, Satteldach - Bootsschuppen: eingeschossiger Fachwerkbau, Ziegelsteinausfachung, giebelseitig zweiflügeliges Holzscheunentor, Satteldach, Biberschwanzdeckung - Bergkeller: mit karniesbogenförmigem Abschluss, Bruchsteinmauerwerk, Segmentbogeneingang mit Schlussstein aus Porphyrtuff (bezeichnet mit 1723, Schlussstein möglicherweise Spolie) | 08974498 |
| Direkt Bild zu diesem Denkmal hochladen | Wochenendhaus mit Einfriedung | Fischerberg 22 (neben) (Karte)                                                 | 1927 | Holzhaus, kulturhistorisches Zeugnis für die Kultur der Sommerfrische auf dem Lande, baugeschichtlicher Wert. - Wohnhaus: eingeschossiges Blockhaus auf Ziegelsteinsockel, zurückgesetzter Eingang mit originaler Tür, davor Geländer aus Brettdocken (grün-, rot- und cremefarbig gefasst) auf Ziegelsteinmauer, originale Fenster, im Giebel zwei quadratische Fenster mit Fensterläden, Satteldach (Dachpappe) - Einfriedung: Bruchsteinpfeiler (Granit) mit abgeschrägten Abdeckplatten und Holzlattenzaun auf Granitsockel | 08974499 |
| Direkt Bild zu diesem Denkmal hochladen | Wochenendhaus | Fischerberg 26 (Karte)                                                         | 1927, später umgebaut                                                                                       | Holzhaus, Wochenendhaus eines Dr. Müller aus Leipzig, kulturhistorisches Zeugnis für die Kultur der Sommerfrische, baugeschichtlicher Wert. Zweigeschossiges Blockhaus auf quadratischem Grundriss, Satteldach, Obergeschoss verbrettert, giebelseitig Schuppenanbau, Satteldach mit weitem Dachüberstand, Spolien aus dem Wurzener Schloss: drei Bleiglasfenster (figürliche Abbildungen, Löwe und Lebensbaum), originale Fenster und Fensterläden. | 08974500 |
| Direkt Bild zu diesem Denkmal hochladen | Wohnhaus | Förstgener Straße 3 (Karte)                                                    | Mitte 19. Jahrhundert                                                                                       | In gutem Originalzustand erhaltenes Zeugnis der bäuerlichen Wohnweise im 19. Jahrhundert, baugeschichtlich von Bedeutung. Zweigeschossig, massiv, verputzt, originale Putzgliederung (Gesimsbänder, Ecklisenen, Fensterfaschen), originale Fenster, zum Teil Winterfenster, Tür mit gerader profilierter Überdachung, Satteldach, im Giebel rundbogiges Zwillingsfenster (vermauert) und Rundfenster. | 08974682 |
|                                         | Friedhofskapelle und frei stehender Glockenstuhl auf dem Friedhof Kössern-Förstgen | Förstgener Straße 31 (Karte)                                                   | 1928 | Alte Ortslage Förstgen, Kapelle mit Spitzbogenfenstern, von ortsgeschichtlicher und bauhistorischer Bedeutung. - Glockenstuhl: Fachwerkkonstruktion, Satteldach, Glocke - Kapelle: eingeschossiger verputzter Massivbau, Satteldach, Holztraufe, Vorhalle mit Spitzbogenfenstern, im Osten Spitzbogenfenster mit Bleiglasfenster | 08974515 |
| Direkt Bild zu diesem Denkmal hochladen | Forsthaus, Seitengebäude und Einfriedung eines Forsthofes (Forsthaus Pilitzberg, Forsthaus Kössern) | Keiselwitzer Straße 5 (Karte)                                                  | Bezeichnet mit 1725, spätere Veränderungen                                                                  | Regionaltypischer barocker Putzbau mit Segmentbogenportal, Teil der Erdmannsdorfschen Jagdbauten in Kössern, von baugeschichtlicher und ortshistorischer Bedeutung. - Forsthaus: zweigeschossiger verputzter Massivbau (Bruchstein), Tür- und Fenstergewände in Porphyrtuff, Türgewände mit Schlussstein in Porphyrtuff, Schlussstein mit Inschrift „C.W. Ober Förster Erbaut Ao 1725“, ältere Tür, profilierte Putztraufe, Krüppelwalmdach mit Fledermausgaube, spätere Umbauten - Seitengebäude: eingeschossiger verputzter Massivbau, Holztraufe, Walmdach - Einfriedung als Bruchsteinmauer | 08974503 |
| Weitere Bilder                          | Jagdschloss mit Gartenanlage und Einfriedung | Kösserner Dorfstraße 1 (Karte)                                                 | Bezeichnet mit 1695 (Jagdhaus); bez. 1709 (Kamin im Saal)                                                   | Jagdhaus des Wolff Dietrich von Erdmannsdorf, harmonisch gegliederter Barockbau (vermutlich von Pöppelmann entworfen), mit Obstgarten, Einfriedung, Portal, Achsenbezügen und Sichtbeziehungen von der Gartenanlage, von großer baugeschichtlicher und kunsthistorischer, von ortsbildprägender sowie überörtlicher gartengeschichtlicher Bedeutung. Barocke Gartenanlage am Jagdhaus, Jagdhaus um 1711 errichtet, Bauherr Wolf-Dietrich von Erdmannsdorff (kursächsischer Oberhofjägermeister und Ältestenminister), Wirkung von Matthäus Daniel Pöppelmann als Architekt vermutet, ortsbildprägend. Veranstaltungsort, Betreuung durch Verein „Das Jagdhaus. Dorfentwicklungs- und Kulturverein Kössern/Förstgen e. V.“. - Jagdschloss: bezeichnet mit 1695 (Wappen im Erdgeschoss), zweigeschossig, massiv, verputzt, Mansardwalmdach, Biberschwanzdeckung, Kronendeckung, Porphyrtuffsockelquaderung, Fenster- und Türgewände in Porphyrtuff (weiß und rot gefasst), Straßenseite: Segmentbogenportal in Mittelachse, Schlussstein mit Arkanthusblatt, Pilasterrahmung (Obergeschoss korinthische Kapitelle) aus Porphyrtuff (weiß gefasst), elf symmetrisch angeordnete Fensterachsen (geohrte Fenster), aufwändige Fassadengestaltung durch illusionistische Malerei, vertikale Gliederung durch aufgemalte genutete Lisenen, Brüstungsfelder mit Maskenmotiven, im Erdgeschoss Fenster mit gerader Fensterüberdachung, Fenster im Obergeschoss zum Teil mit Segmentbogenüberdachung, zum Teil Dreiecksgiebel, Mittelfenster hervorgehoben durch Kopfrelief und Volutenrahmung, stark profiliertes Hauptgesims mit marmorimitierender Malerei, Festonmalerei, originale Fenster, Fenstergiebelfelder mit ovalen Medaillons, leicht vorspringender Mittelrisalit, vorgetäuschte Seitenrisalite (im Erdgeschoss aufgemalte Bossierung, im Obergeschoss genutete Ecklisenen), Gartenseite: ähnlich Gliederung wie Straßenseite, ehemalige Segmentbogentordurchfahrt zum Fenster zurückgebaut, Erdgeschoss: Schlussstein als Löwenkopf, Obergeschoss: Schlussstein als Frauenkopf, zwei seitliche Eingänge mit Schlussstein und gerader Überdachung, Mansardwalmdach nach hinten mit zwei Schleppgauben (später hinzugefügt), Traufseite: geohrte Zwillingsfenster, innen im großen Saal im Obergeschoss als Scheingewölbe ausgeführte Decke, Kehlen mit Stuckkartuschen, Deckengemälde mit Darstellung des Olymp, Einfriedung: Bruchsteinmauer, zum Teil verputzt, im Garten lagern Reste der beiden Obelisken - Einfriedung: umlaufend Bruchsteinmauer (unverputzt), im Nordosten Rest eines großen Portals (Bruchstein Granitporphyr, Porphyrtuff-Werksteine) mit Torbogen. Weiterer Eingang von Südwesten, Pfeiler Mauerwerk, verputzt, mit Holzlattentor. Nebengebäude südöstlich des Einganges - Vegetation: Rasenfläche ohne Gliederung, barocke Struktur (kreuzförmiger Weg) durch Obstpflanzungen (Hochstämme, Altbaumbestand, Nachpflanzungen) ablesbar, keine Wege - nördlich des Jagdhauses Bruchstücke von zwei Obelisken mit Inschrift, ursprünglich im Jagdhausgarten, später im Terrassengarten aufgestellt - störende Elemente: Stahlgeländer und Kinderspielgeräte, Keller und Gruben mit Abgrenzungen, Feuerschutztreppe am Jagdhaus, Koniferen im Randbereich | 08974462 |
| Direkt Bild zu diesem Denkmal hochladen | Ehemaliges Kavaliershaus, später Schule | Kösserner Dorfstraße 2 (Karte)                                                 | Bezeichnet mit 1718                                                                                         | Putzbau mit schönem barocken Segmentbogenportal, als Teil des Erdmannsdorfschen Jagdhausareals von kulturhistorischer Bedeutung. Zweigeschossig, verputzt, Massivbau, Fenstergewände in Porphyrtuff, Türgewände mit Schlussstein (Inschrift und Wappen) und Verdachung in Porphyrtuff, bezeichnet mit 1718 (Schlussstein), Ziegelsteintraufe, Walmdach. | 08974505 |
|                                         | Gasthof Zum Hirsch mit Saalanbau | Kösserner Dorfstraße 3 (Karte)                                                 | 1. Hälfte 19. Jahrhundert, im Kern älter (Gasthof); um 1860 (Saal)                                          | Als herrschaftliche Schänke Teil der Erdmannsdorfschen Anlage, von ortshistorischer Bedeutung. - Gasthof: zweigeschossiger, verputzter Massivbau, Tür- und Fenstergewände in Porphyrtuff, Türgewände mit Verdachung, verputzte Traufe, Walmdach - Saalanbau: zweigeschossig, Porphyrtufffenstergewände, Rundbogenfenster, Gesimse und Rundbogen in Putz, Satteldach | 08974506 |
| Direkt Bild zu diesem Denkmal hochladen | Kriegerdenkmal für die Gefallenen des Ersten Weltkrieges | Mauergasse 1 (bei) (Karte)                                                     | Um 1920 | In unmittelbarer Nähe des Jagdhauses, von ortshistorischer Bedeutung. Halbrundförmige konkave Mauerecke mit Sitzbank, Zyklopenmauerwerk mit abgerundeten Abdeckplatten, Seiten durch Kugelaufsatz betont, Gedenkstein vor der Maueranlage wurde entfernt. | 09259879 |
| Direkt Bild zu diesem Denkmal hochladen | Wohnhaus | Mauergasse 5 (Karte)                                                           | 18. Jahrhundert                                                                                             | Als ehemaliges Handwerkerhaus der Erdmannsdorfschen Ansiedlung um das Jagdhaus von sozialhistorischer Bedeutung. Zweigeschossig, Erdgeschoss massiv, Obergeschoss Fachwerk, Giebel massiv erneuert, Satteldach. | 08974504 |
|                                         | Wohnhaus eines Mühlenanwesens und Bergkeller auf dem Grundstück (Teichmühle Kössern) | Tanndorfer Straße 30 (Karte)                                                   | Mitte 19. Jahrhundert                                                                                       | Alte Teichmühle am Schwarzen Teichbach, ortshistorische Bedeutung. - Wohnhaus: zweigeschossig, Erdgeschoss massiv, Bruchstein, Fenster zum Teil Porphyrtuffgewände, Eingang Porphyrtuffgewände, Obergeschoss Fachwerk (zum Teil erneuert), im Giebel geschwungenes Andreaskreuz, Krüppelwalmdach, Teichbach - rückwärtiger Bergkeller | 08974501 |
| Direkt Bild zu diesem Denkmal hochladen | Scheune eines Dreiseithofes | Zum Kösserner Rittergut 1 (Karte)                                              | 1. Hälfte 19. Jahrhundert                                                                                   | Zeugnis der ländlichen Wirtschaftsweise vergangener Zeiten. Fachwerkbau eingeschossiger Fachwerkbau mit Lehmausfachung, auf Bruchsteinsockel, verputzt, Giebel Fachwerk, Holzscheunentor, Krüppelwalmdach, Biberschwanzdeckung. | 08974502 |
| Weitere Bilder                          | Rittergut Kössern (Sachgesamtheit) | Zum Kösserner Rittergut 7, 9, 14 (Karte)                                       | 19. Jahrhundert und früher                                                                                  | Sachgesamtheit Rittergut Kössern, mit folgenden Einzeldenkmalen: Herrenhaus (Nr. 9), Wohn- und Wirtschaftsgebäude mit ehemaligem Pferdestall (Nr. 7), Kuhstall (neben Nr. 14), Stützmauern und Einfriedung (08974461), dazu der Gutspark (Gartendenkmal) und mit folgenden Sachgesamtheitsteilen: weitere Gutsgebäude (unter anderem Nebengebäude Nr. 14); ortsgeschichtlich und bauhistorisch bedeutendes Herrenhaus des Rittmeisters von Abendroth, im Stil der Neorenaissance, der Gutspark mit Terrassenanlage, Resten eines Pavillons und Blickbeziehungen, von ortsbildprägender und überörtlicher gartengeschichtlicher Bedeutung. Seit 1772 in der von Abendroth’schen Familie, früher in der von Erdmannsdorff’schen Familie. - Garten am Herrenhaus (Neorenaissance): große Terrassenanlage südwestlich des Herrenhauses mit Bruchsteinmauern (Granitporphyr), Abgang (Freitreppe) mit exedraförmiger Ausweitung und Mauerpfeilern mit Abdeckung aus Porphyrtuff, in die obere Stützmauer integrierte Reste einer Grottenanlage (?) südlich des Herrenhauses - Hofbereich: Einfriedung Ziergitter, Mauerpfeiler (Ziegel) mit zinnenartigem Abschluss, nordwestlich des Herrenhauses Terrasse mit Stützmauer aus Porphyrtuff (unsaniert) - Gutspark: nordwestlich des Herrenhauses, ehemalige Terrassierung als Bodenrelief erkennbar, Zufahrt von Nordwesten zum Schloss durch den Park, entlang der Zufahrt niedrige Begleitmauern, an der Zufahrt Standort zweier Obelisken (Teilstücke derzeit beim Jagdhaus eingelagert) - Terrassen südwestlich des Herrenhauses mit Obstbäumen, Koniferen, Nutzgärten, ein Solitärbaum (Eiche) - nordöstlich des Gutsparks Hügel mit Fundamentresten (Bruchstein) eines früheren Aussichtsplatzes, in Parkerfassung 1989 mit „Freimauererloge“ bezeichnet - störende Elemente: Löschwasserteich nahe der „Freimauererloge“, Koniferen und Einbauten, geringe Pflege und schlechter Erhaltungszustand Ergänzender Hinweis: 45 Gutsarbeiterhäuser südöstlich des Jagdhausgartens (Schenkengasse) mit einheitlichem Baustil und Grundriss, ferner das „Kavalierhaus“ sowie die „herrschaftliche Schenke“ (Gasthaus „Zum Hirsch“), die Mühle und der barocke Jagdpavillon mit Lindenallee im weiteren Sinne zur Sachgesamtheit gehörig. | 09305775 |
| Weitere Bilder                          | Herrenhaus (Nr. 9), Wohn- und Wirtschaftsgebäude mit ehemaligem Pferdestall (Nr. 7), Kuhstall (neben Nr. 14), Stützmauern und Einfriedung des Rittergutes (Einzeldenkmale der Sachgesamtheit 09305775) | Zum Kösserner Rittergut 7, 9 (Karte)                                           | Bezeichnet mit 1695 (Herrenhaus); bezeichnet mit 1808 (Wirtschaftsgebäude); Ende 19. Jahrhundert (Kuhstall) | Einzeldenkmale der Sachgesamtheit Rittergut Kössern; Herrenhaus des Rittmeisters von Abendroth, im Stil der Neorenaissance, mit ortsgeschichtlicher und bauhistorischer Bedeutung seit 1772 in der von Abendroth’schen Familie, früher in der von Erdmannsdorff’schen Familie. - Herrenhaus (zum Rittergut 72b, heute 2008 Nummer 9): auf winkelförmigem Grundriss, zweigeschossig, Ziegelstein verputzt, originale Putzgliederung (Gesimsbänder, Fensterüberdachungen mit doppeltem Schlussstein), im Obergeschoss Fensterbänke auf Konsolen und Fensterüberdachungen mit Segmentbogengiebel in Porphyrtuff, im Giebel mittleres Fenster mit Dreiecksüberdachung und Inschrifttafel „A.v.A. 1894“ und Kronenrelief, in den Brüstungsfeldern der seitlichen Fenster Girlanden, darüber Wappen und Jahreszahl 1695, Giebelabschluss aus Porphyrtuff in konvex und konkav geschwungenen Bögen, dazwischen Fialen. stelenartig und pfeilerartig mit Kugelaufsatz, Frontispiz als Dreiecksgiebel auf Konsolen und großes Rundfenster (Porphyrtuff), im Winkel Portal mit Schlussstein, darüber gerade Überdachung, originale klassizistische Eingangstür mit Oberlicht, einläufiger Treppenaufgang (Porphyrtuff), hofseitig Sandsteinfenstergewände, profilierte Traufe, giebelseitig zum Muldenufer Erdgeschoss Rundbogenportale zur ehemaligen Terrasse (in Resten erhalten), auf halbkreisförmigem Grundriss - Wohn- und Wirtschaftsgebäude mit Pferdestall (Zum Rittergut 72c, heute 2008 Nummer 7, bezeichnet mit 1808 im Schlussstein im Tor des Wohn- und Wirtschaftsgebäudes): zweigeschossig, massiv Bruchstein, verputzt, Krüppelwalmdach, zum Teil Biberschwanzdeckung (Kronendeckung), große Tordurchfahrt (Segmentbogen) mit Schlussstein (Wappen, bezeichnet mit 1808), zwei weitere Segmentbogeneingänge mit Schlussstein, Fenster im Erdgeschoss als Segmentbogen (fein profiliert aus Porphyrtuff), ein Fenster in Sandstein, Obergeschoss Rechteckfenster - Kuhstall (keine Hausnummern, heute 2008 neben Zum Rittergut 14): zweigeschossig, massiv, Bruchstein, verputzt, Satteldach, Eckquaderung aus Porphyrtuff, im Erdgeschoss Segmentbogenfenster in Porphyrtuff, Obergeschoss Rechteckfenster und Ladeluke in Porphyrtuff, im Giebel (Dachgeschoss) Rundbogenfenster in Porphyrtuff und drei Rundfenster, traufseitig gestufte Ziegeltraufe, Stalleingänge Segmentbogenportale in Porphyrtuff mit Schlussstein, Gewölbe preußische Kappen, Lisengliederung (Ziegelstein) - Einfriedung: nördlich des Schlosses Ziergitterzaun mit Tor, Mauerpfeiler (Ziegel) mit zinnenartigem Abschluss | 08974461 |

## Tabellenlegende
- Bild: Bild des Kulturdenkmals, ggf. zusätzlich mit einem Link zu weiteren Fotos des Kulturdenkmals im Medienarchiv Wikimedia Commons. Wenn man auf das Kamerasymbol klickt, können Fotos zu Kulturdenkmalen aus dieser Liste hochgeladen werden:
- Bezeichnung: Denkmalgeschützte Objekte und ggf. Bauwerksname des Kulturdenkmals
- Lage: Straßenname und Hausnummer oder Flurstücknummer des Kulturdenkmals. Die Grundsortierung der Liste erfolgt nach dieser Adresse. Der Link (Karte) führt zu verschiedenen Kartendiensten mit der Position des Kulturdenkmals. Fehlt dieser Link, wurden die Koordinaten noch nicht eingetragen. Sind diese bekannt, können sie über ein Tool mit einer Kartenansicht einfach nachgetragen werden. In dieser Kartenansicht sind Kulturdenkmale ohne Koordinaten mit einem roten bzw. orangen Marker dargestellt und können durch Verschieben auf die richtige Position in der Karte mit Koordinaten versehen werden. Kulturdenkmale ohne Bild sind an einem blauen bzw. roten Marker erkennbar.
- Datierung: Baubeginn, Fertigstellung, Datum der Erstnennung oder grobe zeitliche Einordnung entsprechend des Eintrags in der sächsischen Denkmaldatenbank
- Beschreibung: Kurzcharakteristik des Kulturdenkmals entsprechend des Eintrags in der sächsischen Denkmaldatenbank, ggf. ergänzt durch die dort nur selten veröffentlichten Erfassungstexte oder zusätzliche Informationen
- ID: Vom Landesamt für Denkmalpflege Sachsen vergebene, das Kulturdenkmal eindeutig identifizierende Objekt-Nummer. Der Link führt zum PDF-Denkmaldokument des Landesamtes für Denkmalpflege Sachsen. Bei ehemaligen Kulturdenkmalen können die Objektnummern unbekannt sein und deshalb fehlen bzw. die Links von aus der Datenbank entfernten Objektnummern ins Leere führen. Ein ggf. vorhandenes Icon  führt zu den Angaben des Kulturdenkmals bei Wikidata.